# Stitch ! le film
Série
Lilo et Stitch 2
(2005) Leroy et Stitch
(2006)
Pour plus de détails, voir Fiche technique et Distribution.
 (janvier 2024).
Si vous disposez d'ouvrages ou d'articles de référence ou si vous connaissez des sites web de qualité traitant du thème abordé ici, merci de compléter l'article en donnant les références utiles à sa vérifiabilité et en les liant à la section « Notes et références ».
Stitch ! le film (Stitch ! The Movie), est le 83e long-métrage d'animation des studios Disney. Sorti en 2003, il est inspiré des personnages du long-métrage Lilo et Stitch (2002) et constitue le prologue de la série télé homonyme (2003-2006), Leroy et Stitch (2006) en étant l'épilogue. 
Le film débute alors que Lilo et Stitch coulent des jours heureux auprès de leurs fidèles compagnons d'aventure. Mais c'est sans compter sur les desseins diabolique du docteur Jacques von Hamsterviel, ancien associé de Jumba qui est le créateur de Stitch. En effet, Hamsterviel veut posséder toutes les expériences de Jumba semblables à Stitch. Un jour, Jumba est enlevé et Lilo et Stitch vont tout faire pour le sauver, même jusqu'à réveiller l'une des instables expériences de Jumba...
Une suite au premier film est également sortie directement en vidéo en 2005 : Lilo et Stitch 2 : Hawaï, nous avons un problème!.

## Synopsis
Stitch a du mal à s'intégrer au sein de l'île et provoque sans le savoir un désastre. Lilo essaie de l'encourager en disant qu'il est unique en son genre, le comparant au monstre de Frankenstein, ce qui le fait juste se sentir pire. Pendant ce temps, l'ex-capitaine Gantu, est embauché par l'ancien partenaire de Jumba ; une petite créature ressemblant à une gerbille (qui affirme être un hamster) nommé Dr. Jacques von Hämsterviel pour récupérer les 625 autres expériences. Gantu se rend sur Terre, faisant irruption dans la maison de Lilo et Stitch, emprisonne Stitch dans un filet, trouvant et prenant une balle bleue avec le numéro 625 dessus, et enlevant Jumba pour l’amener à Hämsterviel pour le faire avouer. Stitch et Lilo prennent le vaisseau spatial de Jumba et poursuivent Gantu dans l'espace extra-atmosphérique, l'engageant dans la bataille, pour ensuite être vaincus et retomber sur Terre.
De retour chez eux, Lilo, Stitch et Pikly trouvent le conteneur que Jumba lui avait confié avant son enlèvement. Pikly se rend compte qu'il s'agit des 625 autres expériences, sous forme de balles déshydratées, mais il interdit formellement à Lilo et Stitch de mettre une des expériences à l'eau, du fait qu’ils ont été conçus pour faire le mal, mais les deux amis désobéissent délibérément aux ordres de Pikly : Stitch et Lilo récupèrent une balle et hydratent l'expérience 221 conçue pour provoquer des surtensions, mais la créature s'échappe rapidement dans la nuit. Jumba est retenu captif sur le vaisseau du Dr. Hämsterviel. Incapable d'intimider Jumba, Hämsterviel active l’expérience 625, pour l'attaquer. Bien que 625 ait tous les pouvoirs de Stitch, il est paresseux et lâche et sa seule capacité c’est de faire des sandwichs. Pendant ce temps, Pikly arrive à téléphoner jusqu’au vaisseau de Hämsterviel. Hämsterviel réclame à Pikly qu'il veut les 624 autres expériences en échange de Jumba. Lorsque Pikly informe les autres membres de la famille de la rançon, Nani appelle Cobra Bubbles au sujet du problème pendant que Lilo et Stitch sortent pour trouver 221. Lorsque Cobra arrive le lendemain matin, il semble déjà savoir ce qui s'est passé. Pendant ce temps, Stitch et Lilo parviennent enfin à trouver et à attraper 221 dans un hôtel voisin avec un vase en verre. Stitch commence à s’attacher à lui par rapport à leurs ressemblances et parvient à convaincre Lilo de ne pas céder 221 à Hämsterviel.
L'heure du rendez-vous arrive et Pikly et Cobra se présentent avec le conteneur, ne sachant pas qu'il ne contient que 623 expériences. Pikly remet le conteneur à Hämsterviel, qui est choqué de constater qu'il en manque un. Lilo se présente ensuite avec l'expérience 221 piégée dans le vase. En annonçant qu'elle l'a nommé "Sparky", elle dit que Sparky est cousin de Stitch, et par conséquent sa « Ohana ». Furieux, Hämsterviel réclame son expérience sinon il tuera Jumba. Après plusieurs instants de réflexion et d'écoute de Cobra, Pikly, Jumba et Hämsterviel, Lilo et Stitch décident de libérer Sparky et brisent les menottes de Jumba. Au signal de Cobra, le vaisseau de la présidente du grand conseil surgit de l'océan voisin et pointe plusieurs canons sur Hämsterviel. Lilo proteste, disant que Hämsterviel a les autres expériences pendant que Sparky entend cela. Sparky utilise ensuite ses capacités électriques pour mettre en panne le vaisseau de la conseillère, tandis que Hämsterviel et Gantu remontent à bord de leur propre vaisseau avec les expériences capturées. Dans une dernière tentative pour arrêter Hämsterviel, Lilo, Stitch et Sparky s’infiltrent à bord alors qu'il quitte la Terre.
À l'intérieur du vaisseau, Lilo et Stitch parviennent à récupérer le conteneur avec les autres expériences. La lutte pour le conteneur entre Lilo, Stitch et Gantu a pour conséquence de déverser les balles déshydratées aux quatre coins d’Hawaï. Après avoir capturé les deux, Hämsterviel décide finalement de cloner Stitch mille fois et ordonne à Gantu de faire ce qu'il veut avec Lilo. Alors que Gantu met Lilo dans une capsule de téléportation pour l'envoyer dans un zoo intergalactique, Stitch est attaché à un appareil avec des liens plus lourds que ce qu'il peut soulever. En regardant Stitch essayer d'éviter d'être vivisecté par un laser pour le processus de clonage, Sparky montre qu'il s'est réformé en court-circuitant la machine de clonage. Il libère ensuite Stitch de ses liens et les deux attachent Hämsterviel sur l'appareil avant d'aller secourir Lilo.
Après avoir enfermé Hämsterviel dans des menottes, Lilo, Stitch et Sparky ont court-circuité le navire de Gantu, le faisant s'écraser près d'une cascade sur Kauai où Gantu se retrouve coincé avec 625. Les amis amènent le vaisseau de Hämsterviel au point de rendez-vous, où la conseillère met Hämsterviel en état d'arrestation. 
Ensuite, Lilo donne à Sparky une nouvelle maison dans le vieux phare de Kīlauea pour qu’il puisse le réalimenter avec ses pouvoirs, car le phare ne fonctionne plus depuis des années parce que l'alimenter était très coûteux. Mais quand la conseillère projette d’éliminer les expériences éparpillées dans la nature, ils persuadent ensuite la grande conseillère de les laisser réhabiliter les 623 autres expériences, affirmant que Stitch et Sparky ont su trouver la bonté. À ce moment-là, les expériences 202, 529, 455, 489 et 390 sont activées, et le duo d’amis se mettent en chasse aux expériences.
Plus tard, Jumba et Pikly espèrent rentrer chez eux avec la grande conseillère cette fois-ci, mais ils sont à nouveau bloqués sur Terre.

## Fiche technique
- Titre : Stitch ! le film
- Titre original : Stitch ! The Movie
- Réalisation : Tony Craig et Roberts Gannaway
- Scénario : Jess Winfield et Roberts Gannaway
- Musique : Michael Tavera
- Montage : Tony Mizgalski (supervision)
- Producteurs délégués : Jess Winfield, Tony Craig et Roberts Gannaway
- Production : Walt Disney Television Animation, Walt Disney Pictures
- Distribution : Buena Vista Home Entertainment
- Format : Couleurs - 35 mm - 1,66:1 - Dolby SR
- Durée : 58 minutes
- Dates de sortie :
  - États-Unis : 26 août 2003
  - France : 10 septembre 2003

Note : La liste des "crédités" au générique étant trop longue pour être citée in extenso ici, nous n'avons repris que les principaux contributeurs.

## Distribution

### Voix originales
- Chris Sanders : Stitch
- Daveigh Chase : Lilo
- Tia Carrere : Nani
- David Ogden Stiers : Jumba
- Kevin McDonald : Pikly
- Dee Bradley Baker : David
- Ving Rhames : Cobra Bubbles
- Kevin Michael Richardson : Capitaine Gantu
- Jeff Bennett : le docteur Jacques von Hamsterviel
- Zoe Caldwell : la présidente du Grand Conseil
- Rob Paulsen : Reuben
- Frank Welker : Sparky
- Kunewa Mook : le professeur de Hula
- Liliana Mumy : Myrtle Edmonds

### Voix françaises
- Emmanuel Garijo : Stitch, David, Reuben, Sparky
- Camille Donda : Lilo
- Virginie Méry : Nani
- Vincent Grass : Jumba
- Éric Métayer : Pikly
- Bruno Dubernat : Cobra Bubbles
- Saïd Amadis : Capitaine Gantu
- Mark Lesser : le docteur Jacques von Hamsterviel
- Joëlle Brover : la présidente du Grand Conseil

### Voix québécoises
- Martin Watier : Stitch
- Rosemarie Houde : Lilo
- Catherine Allard : Nani
- Vincent Davy : Jumba
- François Sasseville : Pikly
- François Godin : David
- Maka Kotto : Cobra Bubbles
- Yves Corbeil : Capitaine Gantu
- Gilbert Lachance : le docteur Jacques von Hamsterviel
- Danièle Panneton : la présidente du Grand Conseil